# Vladimír Brtník
Vladimír Brtník (ur. 2 listopada 1887 w Slavíkovicach na Morawach, zm. 4 kwietnia 1970 w Litomierzycach) – czeski prawnik i urzędnik konsularny.

## Życiorys
Po ukończeniu gimnazjum w Vyškovie (1907) ukończył studia prawnicze Uniwersytetu Czeskiego w Pradze (dr praw 1913), po czym odbył krótką praktykę sądową. Od sierpnia 1914 służył w armii austro-węgierskiej, wkrótce dostał się do niewoli rosyjskiej, a później włączył się do działań czeskiej emigracji w Taszkencie, gdzie został członkiem tamtejszego Komitetu Czeskiego (Český výbor). Do ojczyzny po podróży przez Persję i Indie powrócił w 1920, po czym w 1921 wstąpił do czechosłowackiej służby zagranicznej. Zaczynał jako zastępca sekretarza w MSZ, w tym w biurze paszportowym sekcji politycznej, pracował jako zastępca konsula w Marsylii (1927-1929). Po kolejnej krótkiej służbie w MSZ był konsulem w Zagrzebiu (1930-1934), kierował konsulatem w Krakowie (1935-1937), następnie pracował do okupacji w wydziale administracyjnym MSZ, gdzie także brał udział w zniszczeniu części akt w marcu 1939. W czerwcu 1939 został przeniesiony do Ministerstwa Administracji Społecznej i Zdrowia (Ministerstvo sociální a zdravotní správy), ale już w 1941 jako były legionista do był zmuszony do przejścia przedwcześnie na emeryturę. Reaktywowano go w 1945 zatrudniając go w charakterze konsula generalnego w Zagrzebiu (1945-1948), a następnie ponownie przeszedł na emeryturę.